# Cairo Transport Authority

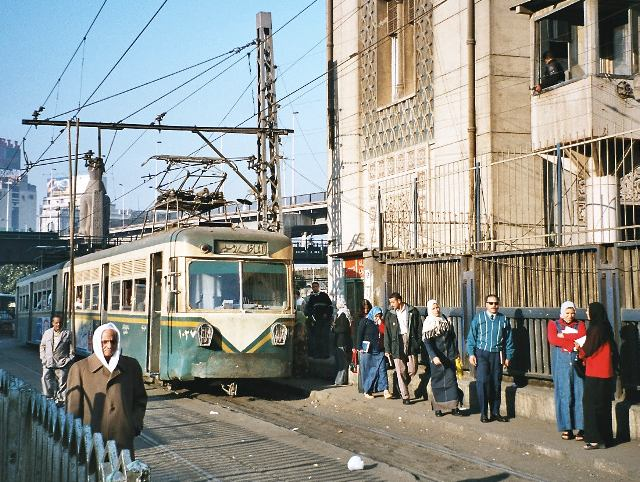
Ramses-Bahnhof in Kairo

Die Cairo Transport Authority (CTA) ist der staatliche Betreiber des Öffentlichen Personennahverkehrs (ÖPNV) im Großraum Kairo. Dazu gehören Omnibusse, Straßenbahnen und Fähren. 

## Busverkehr
Zum Einsatz im Stadtverkehr in Kairo und dessen Vororten kommen ausschließlich zweiachsige und einstöckige Omnibusse. Fahr- und Linienpläne sind in der Regel nicht vorhanden und die Bushaltestellen verfügen nur selten über Wartehäuschen oder eine Kennzeichnung. Die Fahrzeuge sind ausschließlich in arabischer Sprache beschriftet. Mit ganz wenigen Ausnahmen existieren keine Busspuren, womit der Busverkehr fast allen Einschränkungen des Straßenverkehrs unterliegt.
Mit den 2.600 Fahrzeugen werden pro Jahr 1,3 Milliarden Fahrgäste befördert. Diese verkehren auf 450 Linien mit einer Länge von 8.460 Kilometern.
Der zentrale Haltepunkt für die Busse des Nahverkehrs befindet sich am Midan Abdelmunim Riad in der Nähe des Ägyptischen Museums.

## Straßenbahn

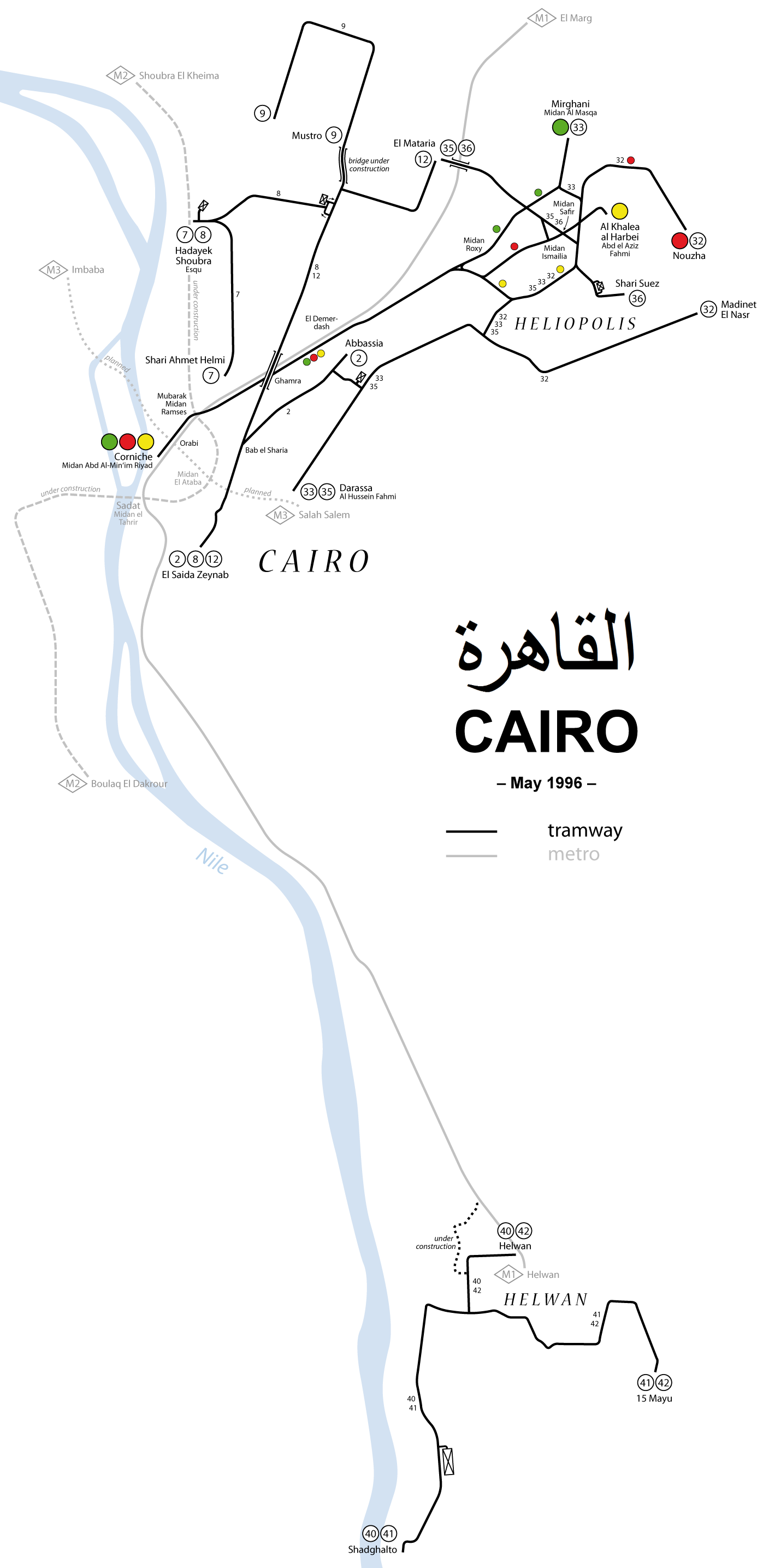
SPNV-Netz 1996

Die Cairo Transport Authority betreibt in Kairo und Heliopolis auf einer Länge von 30 Kilometern zwei miteinander verbundene meterspurige Straßenbahnnetze. Seit der Übernahme der früher selbständigen Heliopolis-Gesellschaft im Jahre 1991 unterstehen alle Strecken der CTA.
Isoliert vom Netz in Kairo und Heliopolis betrieb die CTA seit dem 19. Februar 1981 auch einige neu aufgebaute meterspurige Straßenbahnstrecken in der südlich von Kairo gelegenen Industriestadt Helwan mit zusätzlich 16 Kilometern Länge. Das Straßenbahnnetz in Helwan ist Ende 2011 nicht in Betrieb, die Oberleitung ist demontiert.
Wegen des weiteren Ausbaus des Metronetzes in den nächsten Jahren ist die Zukunft des Straßenbahnnetzes in Kairo und Heliopolis nicht gesichert. So soll Heliopolis eine schnelle Metroverbindung in das Stadtzentrum von Kairo erhalten und die wichtigsten Querverbindungen im Norden und Westen zwischen Schubra al-Chaima, Heliopolis und Nasr City entfallen in Zukunft auf die projektierte neue U-Bahn-Strecke.

## Fähren
Die Fähren in Kairo verkehren vor allem im Innenstadtbereich. Eine zentrale Anlegestelle ist der Anlegepunkt Maspero (ماسبيرو) nördlich des Ägyptischen Museums, daneben existieren aber auch Haltepunkte weiter südlich (u. a. in Garden City und Alt-Kairo).